# Corneliu Popovici
Corneliu Popovici (n. 26 septembrie 1970) este un istoric și politician moldovean, doctor în istorie și filozofie. Din 14 noiembrie 2019 până la 16 martie 2020, a deținut funcția de ministru al Educației, Culturii și Cercetării al Republicii Moldova în Guvernul Ion Chicu.